# Uzveće
Uzveće (cyr. Узвеће) – wieś w Serbii, w okręgu maczwańskim, w gminie Bogatić. W 2011 roku liczyła 969 mieszkańców.